# Жагуариаива (микрорегион)

Жагуариаива на карте.

Жагуариаива (порт. Microrregião de Jaguariaíva) — микрорегион в Бразилии. входит в штат Парана. Составная часть мезорегиона Восточно-центральная часть штата Парана. Население составляет 	100 299	 человек (на 2010 год). Площадь — 	5653,991	 км². Плотность населения — 	17,74	 чел./км².

## Демография
Согласно сведениям, собранным в ходе переписи 2010 г. Национальным институтом географии и статистики (IBGE), население микрорегиона составляет:						
| Полное население                             | Полное население                             | Полное население                             | Полное население                             | 100 299 |
| -------------------------------------------- | -------------------------------------------- | -------------------------------------------- | -------------------------------------------- | ------- |
| в том числе:                                 | Городское население                          | 81 028                                       | Процент городского населения, %              | 80,79   |
|                                              | Сельское население                           | 19 271                                       | Процент сельского населения, %               | 19,21   |
|                                              | Мужское население                            | 50 124                                       | Процент мужского населения, %                | 49,97   |
|                                              | Женское население                            | 50 175                                       | Процент женского населения, %                | 50,03   |
| Плотность населения, чел/км²                 | Плотность населения, чел/км²                 | Плотность населения, чел/км²                 | Плотность населения, чел/км²                 | 17,74   |
| Население микрорегиона в % к населению штата | Население микрорегиона в % к населению штата | Население микрорегиона в % к населению штата | Население микрорегиона в % к населению штата | 0,96    |

## Статистика
- Валовой внутренний продукт на 2003 год составляет 1 185 244 955,00 реалов (данные: Бразильский институт географии и статистики).
- Валовой внутренний продукт на душу населения на 2003 год составляет 11 882,95 реалов (данные: Бразильский институт географии и статистики).
- Индекс развития человеческого потенциала на 2000 год составляет 0,745 (данные: Программа развития ООН).

## Состав микрорегиона
В составе микрорегиона включены следующие муниципалитеты:
1. Арапоти
2. Жагуариаива
3. Пираи-ду-Сул
4. Сенжес